# 日テレ系 春の特別授業SP
『日テレ系 春の特別授業SP』（にっテレけい はるあきのとくべつじゅぎょうスペシャル）は、「世界一受けたい授業」をベースとし、2022年4月2日に放送された改編期の番組対抗クイズ・バラエティ番組。
2021年に放送されていた同趣旨の番組『日テレ系人気番組 春秋のコラボSP!』の後継番組である。

## 概要
2012年秋まで放送された『世界一受けたい授業 日テレ系人気番組 春秋の番組対抗スペシャル』（以下“番組対抗第1期”、当番組を“番組対抗第2期”と記述する。）以来、10年振りに2022年春の改編期から『世界一受けたい授業』をメインにした3時間弱の番組対抗クイズ特番が放送される。（ただし、主要スタッフは『世界の果てまでイッテQ!』や『1億3000万人のSHOWチャンネル』の製作陣が主に担当している。）
番組対抗第2期は、第1期とは異なり前半ブロック・後半ブロックの2部制となる。MCは『世界一受けたい授業』で校長の堺・教頭の上田が前半ブロックを、学級委員長の有田が後半ブロックを担当する。加えて、前半ブロックには『嗚呼!!みんなの動物園』から相葉雅紀、後半ブロックには『1億3000万人のSHOWチャンネル』から櫻井翔も司会者として参加する。
日テレ系人気番組の出演者から「特別授業」と「クイズ」が出題され、スタジオ出演者が早押しで解答をする。番組対抗第1期終了以降、日テレ系番組対抗特番（『日テレ系人気番組No.1決定戦』 → 『日テレ系人気番組 春秋のコラボSP!』）はクイズ特番形式が廃止されていたが、番組対抗第2期でそれが復活という形になる。
オープニングテーマはフランツ・フォン・スッペ作曲『軽騎兵 序曲』のアレンジ版。

## 出演者

### MC
前半ブロック
- 堺正章（世界一受けたい授業MC）
- 上田晋也（くりぃむしちゅー、世界一受けたい授業MC）
- 相葉雅紀（嗚呼!!みんなの動物園MC）

後半ブロック
- 有田哲平（くりぃむしちゅー、世界一受けたい授業MC）
- 櫻井翔（1億3000万人のSHOWチャンネルMC）

## 各回の放送概要
| 回    | 放送年 | 季節 | 放送日 | 放送時間      | 正式タイトル | 優勝番組           | 優勝番組          |
| 回    | 放送年 | 季節 | 放送日 | 放送時間      | 正式タイトル | 前半ブロック       | 後半ブロック      |
| ----- | ------ | ---- | ------ | ------------- | --- | ------------------ | ----------------- |
| 第1回 | 2022年 | 春   | 4月2日 | 19:00 - 21:54 | 動物園も授業もSHOWチャンネルも 志麻さんから桐谷さんオリンピックアスリートまで大集合! 日テレ系春の特別授業3時間SP | 上田と女が吠える夜 | 笑点 超無敵クラス |

## スタッフ
- 総合演出：古立善之
- 演出：石﨑史郎
- ナレーター：立木文彦、林田尚親、佐藤賢治、平野義和
- TM：望月達史
- SW：渡辺滋雄
- カメラ：日向野崇、池田純也、橋本圭祐、圓谷光記、高橋布実弥、小野果南
- MIX：青山禎矢、浅野帆南
- AUD：中村宏美、榊原大輔、高橋未来、加藤希奈
- VE：古手川大、鬼頭知佐
- 照明：千葉雄
- LO：佐野広之、緑川絢子、小野公佳
- モニター：鴇田晴海
- 音効：保苅智子、鶴巻香奈
- TK：山沢啓子
- 美術：高野泰人、高塚敏史
- デザイン：波多野真理、松浦なつみ、山根茉子
- 大道具：勝間田志雲
- 小道具：米山幸市
- 電飾：佐山直也
- 特殊効果：堀田秀二郎
- メイク：林朋香
- デスク：小林祐子
- 編成：福井雄太
- 協力：アフロ、ゲッティ、シャッターストック、アメリカン・アンディーク・ワン
- 番組演出：髙橋利之、上利竜太 / 池谷賢志、大井秀一、小澤龍太郎、木村ひさし、五歩一勇治、関口拓、冨永琢磨、中茎強、南雲聖一、橋本和明、羽住英一郎、増田雄太、水嶋陽、宮森宏樹
- 番組プロデューサー：新井秀和、井上幸昌、笠井知己（CTV）、川口信洋、河野雄平、小林拓弘、榊原真由子、沢田健介、能勢荘志、櫨山裕子、久道恵、福田一寛、宮崎慶洋、横澤俊之、吉無田剛、渡邊政次
- ディレクター：那須太輔、前川瞳美、吉村彰人、掛田翔子、武井正弘、鈴木和昭 / 川崎未奈、木坂拓翔、布施茉利奈、鎌田有咲、林航平、奥優太、井上実祈、長戸あすか
- プロデューサー：黒川高、國谷茉莉、田中俊光、岩崎小夜子 / 服部完英、安彦真利江、笹部智大、上田崇博、合田伊知郎、諸田景子、高浜稜 / 伊藤英恵、森下典子、岡崎成美 / 平田真悠、塩水可菜子、木根奨太
- 総合プロデューサー：杉山直樹
- チーフプロデューサー：江成真二 / 川邊昭宏、島田総一郎
- 制作協力：日企、AX-ON、コール
- 制作著作：日本テレビ